# Kirsten McAslan
Kirsten McAslan (* 1. September 1993 in Manchester) ist eine britische Sprinterin, die sich auf den 400-Meter-Lauf spezialisiert hat und auch im 400-Meter-Hürdenlauf antritt.

## Sportliche Laufbahn
2011 nahm McAslan erstmals an einer internationalen Großveranstaltung, den Junioreneuropameisterschaften in Tallinn teil und gewann dort mit der britischen 4-mal-400-Meter-Staffel in 3:25,29 min die Goldmedaille. Im Einzelbewerb über 400 Meter schied sie mit 54,16 s in der ersten Runde aus. Bei den Commonwealth Games in Glasgow scheiterte sie mit der schottischen Mannschaft im Vorlauf der 4-mal-400-Meter-Staffel. Im Jahr darauf schied sie bei den Halleneuropameisterschaften in Prag über 400 Meter in 53,49 s im Halbfinale aus und gewann in 3:31,79 min Silber mit der Stafette hinter der Mannschaft aus Frankreich. Zudem konnte sie bei den U23-Europameisterschaften in 3:30,07 min auch die Goldmedaille mit der U23-Stafette vor Polen und Russland gewinnen. Im Einzelbewerb wurde sie in 52,33 s Fünfte. Bei den Weltmeisterschaften in Peking trug sie mit ihrem Einsatz im Vorlauf zum Gewinn der Bronzemedaille durch die britische 4-mal-400-Meter-Stafette bei.
2018 nahm sie erneut an den Commonwealth Games im australischen Gold Coast teil und belegte dort mit der schottischen Mannschaft in 3:29,18 min den sechsten Platz. Im August gelangte sie bei den Europameisterschaften in Berlin bis in das Halbfinale im 400-Meter-Hürdenlauf, in dem sie in 57,33 s ausschied.
2015 wurde McAslan Britische Hallenmeisterin im 400-Meter-Lauf.

## Persönliche Bestzeiten
- 400 Meter: 52,13 s, 9. Juli 2015 in Tallinn
  - 400 Meter (Halle): 52,28 s, 21. Februar 2015 in Birmingham
- 400 m Hürden: 56,48 s, 1. Juli 2018 in Birmingham